# Virginia Fábrega
Virginia Fábrega (Ciudad de Panamá, 1953) es una escritora y poeta panameña y representante del posvanguardismo panameño.
Se graduó en Filosofía y Letras con especialización en Español, en la Universidad de Panamá. Ha sido profesora de lengua española, literatura y latín. Adicionalmente, ha ocupado cargos diplomáticos como agregada cultural de Panamá en Italia (1979 - 1981), en Estados Unidos y Japón.
Su primera obra de poemas fue Eroticario (1979), que se compone de 15 sonetos individuales sin nombre. Posteriormente publicó el poemario Carmina Varia (1984) y su continuación Carmina nueva. También ha publicado obras investigativas como Estampas panameñas, El epigrama en Panamá (1984), Poesía festiva de Panamá y Colombia, siglos XIX y XX (1993) y Panorama del humor de las letras panameñas del siglo XX (1999).